# Campeonato Europeu de Futebol de 2028
O Campeonato de Europa de Futebol da UEFA de 2028, comumente conhecido como Euro 2028, será a décima oitava edição do torneio europeu de selecções nacionais da UEFA para as selecções absolutas masculinas de suas federações membro. O torneio está programado para jogar-se de junho a julho de 2028. Em 4 de outubro de 2023, a UEFA confirmou o Reino Unido e a República da Irlanda como sedes do torneio.

## Eleição do país anfitrião
Os países devem apresentar uma oferta com 10 estádios, um dos quais deve ter 60.000 assentos, um dos quais (preferivelmente dois) deve ter 50.000 assentos, quatro dos quais devem ter 40.000 assentos e três dos quais devem ter 30.000 assentos.

### Processo inicial
O 16 de dezembro de 2021, o Comité Executivo da UEFA anunciou que o processo de licitação levar-se-ia a cabo em paralelo com o da Eurocopa 2032 .  Os postores interessados podem oferecer por qualquer dos torneios.  O cronograma de licitação é o seguinte:
- 27 de setembro de 2021: Solicitações formalmente convidadas
- 23 de março de 2022: Data limite para registar a intenção de oferecer
- 30 de março: Põem-se a disposição dos licitadores os requisitos da licitação
- 5 de abril: Anúncio de licitadores
- 28 de abril: Oficina de abertura de licitadores
- 12 de outubro: Apresentação do expediente preliminar de oferta
- 12 de abril de 2023: Apresentação do expediente de oferta definitiva
- Setembro 2023: Apresentação de ofertas e anúncio de sede

A UEFA recebeu três declarações de interesse para albergar o torneio (uma que depois se considerou não elegible) dantes da data limite do 23 de março de 2022.

### Candidaturas confirmadas
- Inglaterra,  Irlanda do Norte,  Escócia,  Gales e  Irlanda: em 7 de fevereiro de 2022, as associações de futebol da Inglaterra, Irlanda do Norte, Escócia, País de Gales e República da Irlanda anunciaram uma oferta conjunta. A Inglaterra sediou o torneio em 1996 e doze partidas da multinacional Euro 2020 foram disputadas em Londres e Glasgow.[5]
- Turquia: em 23 de março, a Federação Turca de Futebol confirmou que havia apresentado um pedido para sediar o Euro 2028 ou o Euro 2032.[6][4]

### Candidaturas descartadas
- Itália: Em fevereiro de 2019, o presidente da Federação Italiana de Futebol Gabriele Gravina contou a Sky Sport Italia que a federação estava considerando apresentar uma proposta.[7] A candidatura foi proposta novamente pela Gravina poucos dias após a vitória da Itália na Euro 2020.[8] Em fevereiro de 2022, a federação italiana anunciou que faria uma oferta para o Euro 2032, em vez de 2028, pois daria mais tempo para reformar as instalações.[9]

### Candidaturas recusadas
- Rússia: Também em 23 de março, a Rússia anunciou sua candidatura, apesar das atuais proibições da Uefa à participação de clubes russos e da seleção russa devido a Invasão da Ucrânia pela Rússia em 2022.[10] Em 2 de maio de 2022, a UEFA declarou as candidaturas de 2028 e 2032 inelegíveis.[11][12]

## Qualificação
De acordo com os regulamentos de candidatura da UEFA, a qualificação automática dos anfitriões só pode ser garantida para um máximo de duas federações anfitriãs.  Portanto, não está claro quais equipes anfitriãs podem se classificar automaticamente. Um plano que está sendo considerado é que todas as cinco equipes anfitriãs possam participar da qualificação, com duas vagas automáticas reservadas para o anfitrião que não conseguir se classificar. Caso três ou mais equipes anfitriãs não consigam se classificar, as vagas serão concedidas aos anfitriões com melhor desempenho.  Um torneio de qualificação será realizado para determinar a maioria das equipes concorrentes.
Um formato de qualificação revisto foi confirmado pelo Comité Executivo da UEFA durante a sua reunião em Nyon , na Suíça, a 25 de Janeiro de 2023. O formato de qualificação foi modificado em relação ao ciclo anterior . A fase de grupos de qualificação contará com doze grupos de quatro ou cinco equipes. O vencedor de cada grupo se classificará para o Campeonato Europeu, enquanto os segundos colocados se classificarão diretamente ou participarão de partidas de play-off.

## Locais
Em 12 de abril de 2023, foram revelados os dez estádios-sede da candidatura ao Euro 2028, com a lista sendo confirmada pela UEFA em 10 de outubro de 2023.  Omissões notáveis incluem Anfield , que era inelegível para sediar jogos devido ao seu campo. dimensões aquém das exigências da UEFA, e Old Trafford , que foi descartado depois que o Manchester United não conseguiu garantir se o estádio estaria pronto naquele momento.  A inclusão de Casement Park como local da Irlanda do Norte criou alguma controvérsia. Em primeiro lugar, devido ao Casement Park não estar disponível devido a obras de requalificação e, em segundo lugar, devido à sua inclusão sobre o Windsor Park . O Windsor Park não tem capacidade suficiente para cumprir as regras da UEFA para acolher jogos do Campeonato da Europa , o que levou a que o Casement Park fosse incluído como sede da Irlanda do Norte. Windsor Park, o estádio nacional de futebol da Irlanda do Norte , está localizado em uma área majoritariamente sindicalista , enquanto Casement Park, o estádio nacional de hurling e futebol gaélico da Irlanda do Norte , está em uma área majoritariamente nacionalista . O estádio recebeu esse nome em homenagem a Sir Roger Casement , um renomado nacionalista irlandês que foi enforcado em 1916 por seu papel na Revolta da Páscoa . Alguns torcedores sindicalistas da Irlanda do Norte realizaram protestos dizendo que não querem assistir aos jogos no local. 
| Londres            | Londres                                                                          | Cardife                                                                          | Manchester                 |
| ------------------ | -------------------------------------------------------------------------------- | -------------------------------------------------------------------------------- | -------------------------- |
| Wembley Stadium    | Tottenham Stadium                                                                | Millennium Stadium                                                               | City of Manchester Stadium |
| Capacidade: 90,652 | Capacidade: 62,322                                                               | Capacidade: 73,952                                                               | Capacidade: 61,000         |
|                    |                                                                                  |                                                                                  |                            |
| Liverpool          | Londres Cardiff Manchester Liverpool Newcastle Birmingham Glasgow Dublin Belfast | Londres Cardiff Manchester Liverpool Newcastle Birmingham Glasgow Dublin Belfast | Newcastle                  |
| Everton Stadium    | Londres Cardiff Manchester Liverpool Newcastle Birmingham Glasgow Dublin Belfast | Londres Cardiff Manchester Liverpool Newcastle Birmingham Glasgow Dublin Belfast | St James' Park             |
| Capacidade: 52,679 | Londres Cardiff Manchester Liverpool Newcastle Birmingham Glasgow Dublin Belfast | Londres Cardiff Manchester Liverpool Newcastle Birmingham Glasgow Dublin Belfast | Capacidade: 52,305         |
|                    | Londres Cardiff Manchester Liverpool Newcastle Birmingham Glasgow Dublin Belfast | Londres Cardiff Manchester Liverpool Newcastle Birmingham Glasgow Dublin Belfast |                            |
| Birmingham         | Glásgua                                                                          | Dublim                                                                           | Belfast                    |
| Villa Park         | Hampden Park                                                                     | Aviva Stadium                                                                    | Casement Park              |
| Capacidade: 52,190 | Capacidade: 52,032                                                               | Capacidade: 51,711                                                               | Capacidade: 34,500         |
|                    |                                                                                  |                                                                                  |                            |

## direitos de radiodifusão

### UEFA
| Território                                    | Titular(es) dos direitos | Ref                  |
| --------------------------------------------- | ------------------------ | -------------------- |
| Armênia                                       | Armenia TV               | [ 24 ]               |
| Áustria                                       | ServusTV                 | [ 25 ]               |
| Países Bálticos - Estônia - Latvia - Lituânia | Viaplay                  | [ 26 ]               |
| Bélgica                                       | RTBF VRT                 | [ 27 ] [ 28 ]        |
| Bósnia e Herzegovina                          | BHRT                     | [ 24 ]               |
| Bulgária                                      | Nova                     | [ 29 ]               |
| Croácia                                       | HRT                      | [ 30 ]               |
| Chipre                                        | CyBC                     | [ 31 ]               |
| República Tcheca                              | ČT                       | [ 32 ]               |
| Dinamarca                                     | DR TV 2                  | [ 33 ] [ 34 ]        |
| Finlândia                                     | Yle                      | [ 35 ] [ 36 ]        |
| França                                        | TF1                      | [ 37 ]               |
| Geórgia                                       | GPB                      | [ 24 ]               |
| Alemanha                                      | ARD ZDF                  | [ 24 ]               |
| Grécia                                        | ERT                      | [ 38 ]               |
| Hungria                                       | MTVA                     | [ 39 ]               |
| Islândia                                      | RÚV                      | [ 40 ]               |
| Irlanda                                       | RTÉ                      | [ 24 ]               |
| Israel                                        | Charlton                 | [ 24 ]               |
| Kosovo                                        | Artmotion                | [ 41 ]               |
| Liechtenstein                                 | SRG SSR                  | [ 42 ]               |
| Malta                                         | PBS                      | [ 24 ]               |
| Moldávia                                      | TRM                      | [ 43 ]               |
| Montenegro                                    | Arena Sport              | [ 24 ]               |
| Macedônia do Norte                            | Arena Sport              | [ 24 ]               |
| Noruega                                       | NRK TV 2                 | [ 44 ] [ 45 ]        |
| Polônia                                       | TVP                      | [ 46 ]               |
| Romênia                                       | Pro TV                   | [ 47 ]               |
| Sérvia                                        | RTS Arena Sport          | [ 24 ] [ 48 ]        |
| Eslováquia                                    | Markíza                  | [ 49 ] [ 50 ]        |
| Eslovênia                                     | RTV Sport Klub           | [ 24 ]               |
| Suécia                                        | SVT TV4                  | [ 51 ] [ 52 ] [ 53 ] |
| Suíça                                         | SRG SSR                  | [ 42 ]               |
| Reino Unido                                   | BBC ITV                  | [ 54 ]               |